# Сигарна акула південнокитайська
Сигарна акула південнокитайська (Isistius labialis) — акула з роду Сигарна акула родини Змієподібні акули. Інші назви «південнокитайська смолоскипова акула», «акула-ніж», «південнокитайська акула-кукікаттер».

## Опис
Загальна довжина досягає 44 см. Голова коротка, округла. Очі дуже великі, овальної форми, здатні світитися у темряві зеленуватим світлом. Рот маленький з м'ясистими губами-присосками. На верхній щелепі зуби дрібні та вузькі. На нижній — зуби великі, верхівки трикутні, що утворюють гостру ріжучу крайку. Має 43 зубів на верхній щелепі (цим відрізняється від бразильської акули, у якої 31-37). Тулуб товстий, сигароподібний. Грудні плавці відносно великі, розташовані високо, овальної форми. Має 2 маленьких спинних плавця. Передній менший заднього, розташований ближчі до грудних плавців (цим відрізняється від великозубої сигарної акули). Хвостовий плавець веслоподібний. Анальний плавець відсутній.
Забарвлення від темно-коричневого до чорного.

## Спосіб життя
Глибоководна акула. Тримається на глибині до 520 м. Активна вночі, підіймається з глибин до поверхні. Атакує китів, акул, скатів, велику рибу, ластоногих, в яких з тіла вигризає округлі шматки, роблячи обертальні рухи. Також здатна полювати на дрібну рибу, невеликих кальмарів, креветок. Верхніми зубами хапає здобич, а нижніми вирізає шматки.
Це яйцеживородна акула.

## Розповсюдження
Мешкає біля узбережжя Малайського архіпелагу, у Південно-Китайському морі — звідси походить назва цієї акули.